# Beatrice und Juana
Beatrice und Juana ist ein Hörspiel von Günter Eich, das am 4. Mai 1954 vom SWF, BR und RB unter der Regie von Gert Westphal gesendet wurde.

## Rahmenerzählung
Schloss Friedrichslust anno 1950: Der junge Chemiker Carlo spielt mit seiner Verlobten Beatrice im Schlossgarten Tennis. Als ihn dabei der Verlobungsring drückt, steckt er ihn einer Sandstein-Statue an den Finger. Als Carlo seinen Ring nach dem Spiel wiederhaben will, gibt ihn die steinerne Rokokodame nicht her. Gewalt hilft nicht. Die Statue hält ihre Hand nunmehr geschlossen. Später bei Tisch registriert Carlo, die Steinerne sitzt mit in der Runde und trägt seinen Ring.
Während der Autofahrt in die Stadt klärt Beatrice den Verlobten – auf dessen Befragen hin – auf. Die Dame – Juana mit Namen – sei um 1750 die Geliebte des damals in Friedrichslust regierenden Fürsten Ferdinand gewesen. Juana sitzt mit im Automobil. Carlo sieht sie im Rückspiegel. Der behandelnde Praktische Arzt will den Patienten Carlo an einen Psychiater überweisen, als dieser auf einen leeren Stuhl im Sprechzimmer weist und behauptet, darauf sitze Juana. Beatrice ruft im Schloss an. Von der Statue stehe nur noch der Sockel. Die Verlobten gehen nicht zum Nervenarzt, sondern suchen in der Stadt eine Bar auf. Darin werden sie mit dem Wurstfabrikanten Schmitz (in dem heiteren Stück werden Fürst Ferdinand und der Wurstfabrikant von einem Schauspieler gesprochen) und dem dunklen, lächelnden Mädchen in seiner Begleitung bekannt. Beatrice wird von Schmitz zum Tanz aufgefordert und folgt widerstrebend. Carlo tut es dem Fabrikanten gleich. Der junge Chemiker hält Juana in den Armen. Sie trägt seinen Ring, rekapituliert oben skizziertes Geschehen und droht, er bekäme seinen Ring nur zurück, nachdem er die Bedingung von damals erfüllt habe. Ansonsten bekäme er Juana als steinerne Frau. Damals ist anno 1750. Carlo will sein Versäumnis nachholen.
Die Binnenerzählung (siehe unten) setzt ein und führt zurück in die Mitte des 18. Jahrhunderts. Dort verliebt sich Carlo in Juana und verschmäht letztendlich Beatrice.
Auf der Heimfahrt von der Stadt nach Friedrichslust gesteht Beatrice dem verdatterten Verlobten, der Wurstfabrikant Schmitz sei 1750 ihr Vater gewesen. Alles wird gut. Die Verlobte weist ihrem Bräutigam nach, er habe sie seinerzeit gar nicht verschmäht – eben wegen seines Versäumnisses. Ihr, Beatrice, habe er sich letztendlich zugewandt und nicht Juana. Freilich, stimmt ihr Carlo erleichtert zu, er habe das mit der Kleinstaaterei aus dem Jahr 1750 geträumt. Daheim im Schlossgarten kann Carlo den Verlobungsring ganz leicht vom Finger der wieder präsenten Statue abziehen. Es folgt das Happy End. Das Paar Carlo/Beatrice gesteht sich seine Liebe.

## Binnenerzählung
Freitag, der 13. Mai 1750: Der Scharlatan Carlo gibt sich beim Fürsten Ferdinand als Alchimist aus und macht sich an Beatrice, die Tochter des Herrschers, heran. Das junge Mädchen ist aber vom abgebrannten Vater für eine gute Partie bestimmt. Jenes Heirats-Vorhaben erweist sich als fast so schwierig wie das Goldmachen. Beatrice ist ohnehin nicht heiratswillig. Sie möchte mit dem Geliebten Carlo fliehen. Juana, die spanische Mätresse des Fürsten, intrigiert gegen Carlo. Der Fürst legt seinem Hofalchimisten das Handwerk. Carlo kommt ins Gefängnis, wird aber auf Betreiben seiner Beatrice freigelassen und abgeschoben. Trotz Verbotes dringt Carlo erneut per pedes zu Beatrice vor. Auf der Flucht vor den Häschern erwischt er im fürstlichen Schloss Friedrichslust ausgerechnet die Tür seiner Intimfeindin Juana. Die versteckt den Flüchtling, verliebt sich in den jungen Mann und will von dem ältlichen Fürsten Ferdinand nichts mehr wissen. Carlo möchte mit Beatrice fliehen. Juana bereitet die Flucht vor. Als es so weit ist, sucht Carlo mit Juana das Weite.

## Produktionen
- 4. Mai 1954, Gemeinschaftsproduktion SWF, BR und RB, Regie: Gert Westphal, Musik: Carl Feilitzsch. Es sprachen Helmut Käutner den Carlo, Erni Wilhelmi die Beatrice, Charlotte Radspieler die Juana, Hans Hermann Schaufuß den Arzt und Leonard Steckel den Fürsten Ferdinand/Schmitz.
- 21. Oktober 1965, SRG Zürich, Regie: Walter Wefel.[4]

## Adaptionen
- Am 3. Januar 1963 sendete der SWF ein Fernsehspiel. Regie: Gerhard Klingenberg[5], mit Michael Degen als Carlo, Margot Philipp als Beatrice, und Luitgard Im als Juana.

## Rezeption
- „Zum ersten Mal legt Günter Eich eine Komödie vor.“[6]
- Wagner[7] gibt drei Besprechungen vom Mai 1954 aus der Tagespresse an.

Neuere Äußerungen
- Oppermann findet das „romantische Verwirrspiel“ zwar „recht ansprechend“[8], merkt jedoch geringen geistigen Tiefgang an, wenn er von „bloßer Unterhaltung“[9] spricht. Oppermann betrachtet das Dreieck Beatrice-Carlo-Juana. Auslöser für den Konflikt sei „die Eifersucht einer Steinfigur“[10].
- Die kleine Geschichte am Anfang des Hörspiels (die steinerne Statue gibt den Ring nicht her) hat Günter Eich aus Mérimées „Die Venus von Ille“ (1837) übernommen. Der Rest – von dem Zeitpunkt an, als Carlos die Rückgabe-Bedingung für seinen Ring aus dem Munde Juanas zur Kenntnis nimmt – ist Günter Eichs Erfindung.[11] Alber geht auch noch auf die Suche nach dem Stein der Weisen ein.[12]

### Verwendete Ausgabe
- Günter Eich: Beatrice und Juana (1954). S. 81–123 in: Karl Karst (Hrsg.): Günter Eich. Die Hörspiele 2. in: Gesammelte Werke in vier Bänden. Revidierte Ausgabe. Band III. Suhrkamp, Frankfurt am Main 1991, ohne ISBN

### Hörbuch
- Gedenk-Trilogie Günter Eich: Beatrice und Juana. Hörspiel BR anno 1954 nach Gert Westphals oben genannter Inszenierung. 1 Audio-CD, Laufzeit 61 Min. NOANOA Hörbuchedition und Theaterverlag anno 2002, ISBN 978-3-932929-33-5

### Sekundärliteratur
- Michael Oppermann: Innere und äußere Wirklichkeit im Hörspielwerk Günter Eichs. Diss. Universität Hamburg 1989, Verlag Reinhard Fischer, München 1990, ISBN 3-88927-070-0
- Sabine Alber: Der Ort im freien Fall. Günter Eichs Maulwürfe im Kontext des Gesamtwerkes. Diss. Technische Universität Berlin 1992. Verlag Peter Lang, Frankfurt am Main 1992 (Europäische Hochschulschriften. Reihe I, Deutsche Sprache und Literatur, Bd. 1329), ISBN 3-631-45070-2
- Hans-Ulrich Wagner: Günter Eich und der Rundfunk. Essay und Dokumentation. Verlag für Berlin-Brandenburg, Potsdam 1999, ISBN 3-932981-46-4 (Veröffentlichungen des Deutschen Rundfunkarchivs; Bd. 27)

## Dichterische Freiheiten
1. ↑  Beatrice erzählt von Juana. Carlo wundert sich: Woher weiß Beatrice den Namen der Spanierin (Verwendete Ausgabe, S. 120, 15. Z.v.o.)? Mögliche Antworten: Entweder hat Carlo in dem Moment einen Aussetzer (angeblich muss er sich nach seinem Traum im Jahr 1950 wieder zurechtfinden) oder Günter Eich überblickt sein Stück nicht. Am Anfang des Stücks (Verwendete Ausgabe, S. 87, 14. Z.v.o.) war es doch gerade Beatrice gewesen, die dem Bräutigam den Namen Juana mitgeteilt hatte.
2. ↑  Der 13. Mai 1750 war ein Mittwoch (Zellers Kongruenz).